# Botswana Railways

Streckennetz der Botswana Railways

Botswana Railways (BR) ist die staatliche Eisenbahngesellschaft in Botswana, die 1987 durch die Übernahme des im Land liegenden Anteils der National Railways of Zimbabwe gegründet wurde. Sie betreibt eine 640 Kilometer lange Hauptstrecke von der botswanisch-südafrikanischen Grenze (Ramatlabama) über Gaborone, Lobatse und Francistown nach Plumtree in Simbabwe. Diese Strecke ließ Lord Kitchener im Zweiten Burenkrieg in Kapspur (1067 mm) bauen.
Es bestehen drei Stichstrecken mit einer Gesamtlänge von 246 Kilometern.
Die BR betreibt ausschließlich Schienengüterverkehr von Massengütern, wobei Kohle, Kupfer, Soda, Salz und Fleisch (in Kühlwaggons der südafrikanischen Transnet Freight Rail) zu südafrikanischen Häfen exportiert und Zement, Weizen sowie Treibstoffe importiert werden.
Im Personenverkehr fuhr lange ein Nachtzugpaar zwischen Lobatse und Francistown, das aus ökonomischen und sicherheitstechnischen Gründen zum 1. April 2009 eingestellt wurde. 2016 wurden aufgearbeitete Personenwagen von Transnet Engineering im südafrikanischen Pretoria beschafft. Sie stellten seit März 2016 eine tägliche Verbindung zwischen Lobatse und Francistown und zurück her. Ebenso gab es wieder eine werktägliche Reisezugverbindung von Francistown nach Bulawayo in Zimbabwe. Aufgrund der Corona-Pandemie wurde der gesamte Reiseverkehr im Jahr 2020 eingestellt. Auch vier Jahre danach gibt es im Jahr 2024 noch immer keine Reisezüge in Botswana.